# Luis Musrri
Luis Eduardo Musrri Saravia (Melipilla, 24 de diciembre de 1969) es un exfutbolista y actual entrenador chileno de origen palestino. Actualmente dirige a Unión Compañías de la Tercera División B de Chile. Se desempeñó como volante de contención y jugó durante toda su carrera en Universidad de Chile, salvo en 2001 cuando jugó por el Yunnan Hongta de China. Posee el récord de partidos disputados por la U, con 540 encuentros oficiales.

## Trayectoria

### Como futbolista
Llegó a las inferiores de la U en 1979, cuando tenía nueve años, y debutó en el fútbol profesional el 10 de enero de 1987 en un partido correspondiente al campeonato del año anterior jugado contra Palestino en el Estadio Santa Laura. Al año siguiente formó parte del plantel que terminó descendiendo a la Segunda División; la campaña en la categoría de plata no fue buena, estuvo cerca de partir a préstamo, pero se quedó y partició en 5 partidos el año que se consagró campeón de Segunda División con la Universidad de Chile, logrando así subir a Primera División. Tras años temporadas complicadas entre 1990 y 1991, en 1992 el panorama del equipo laico cambia con la llegada de Arturo Salah a la dirección técnica.
Ya como capitán del equipo, ganó en 1994 el campeonato de Primera División, título que repitió al año siguiente. Dos años más tarde disputó las semifinales de la Copa Libertadores de América, en lo que fue el mejor resultado en un campeonato internacional de Musrri con el club. En 1999-2000 nuevamente obtuvo un bicampeonato con la Universidad de Chile, donde Musrri fue una pieza clave.
En 2001 fichó por el equipo chino Yunnan Hongta, de Kunming, donde realizó una campaña regular. Fue la única oportunidad en que Musrri no jugó por la Universidad de Chile, club al que regresó en 2002. Luego de dos regulares campañas (2002 y 2003), Musrri logró un nuevo título con la U al ganar el Apertura 2004. El Clausura 2004 fue el último torneo en donde Musrri participó como jugador; su último partido fue el 5 de diciembre de ese año, cuando la Unión Española eliminó por penales a los azules en los cuartos de final.

### Como entrenador
Deportes Melipilla

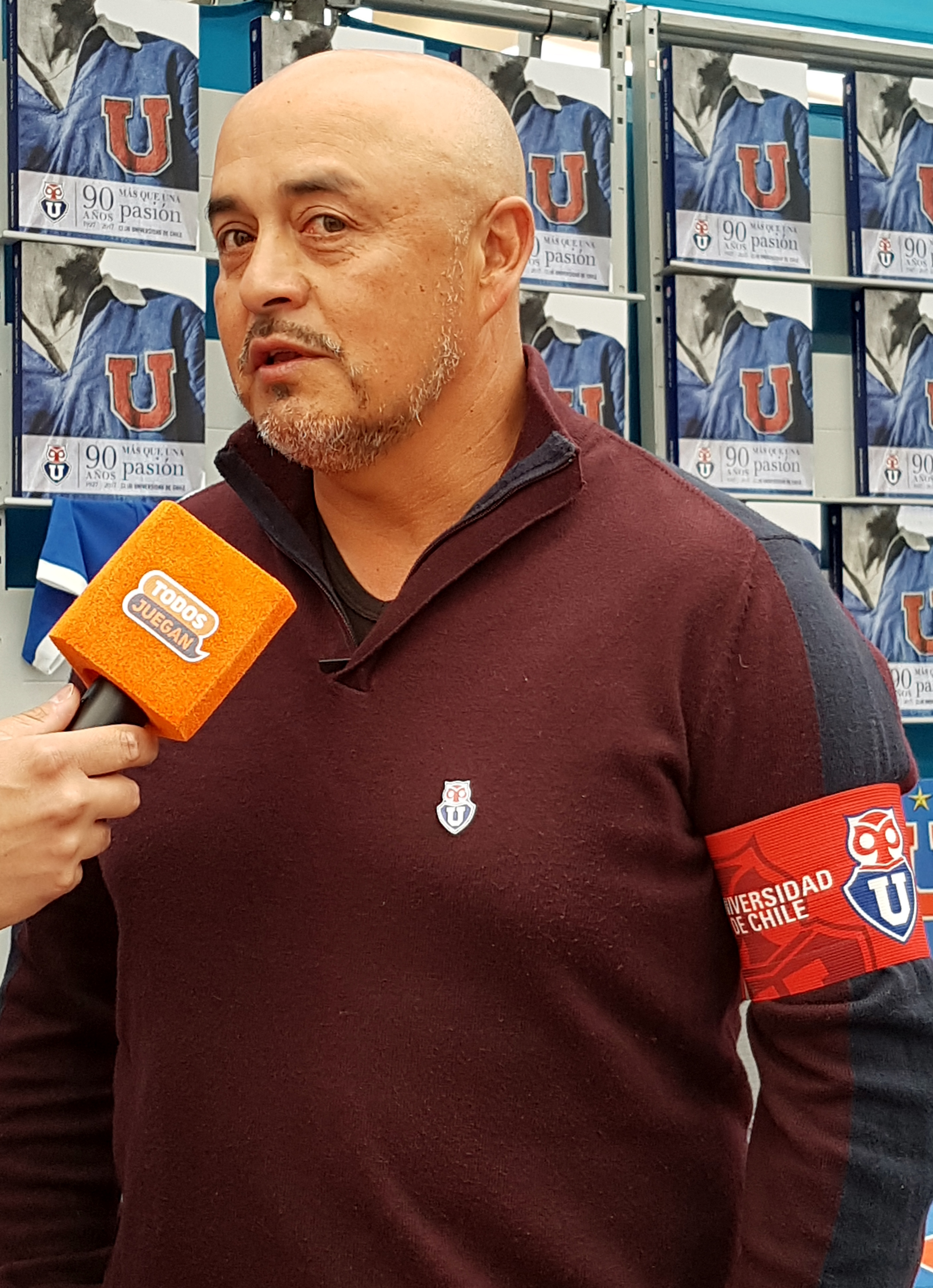
Musrri dando una entrevista en noviembre de 2017

Como entrenador, debutó en el fútbol profesional dirigiendo en 2006 a Deportes Melipilla en Primera B, torneo que consiguió con el club, ascendiendo a la Primera División. Siguió en ese club el año siguiente en el Torneo de Apertura, donde obtuvo el noveno lugar.
Palestino
A mediados de 2007, Musrri se convirtió en el nuevo entrenador de Palestino, donde reemplazó a Jorge Aravena; allí su mayor logro fue llegar a la final del Torneo de Clausura 2008, que perdió en manos de Colo-Colo.
Los buenos resultados obtenidos durante ese año no se repitieron en la temporada siguiente. El plantel tuvo un pobre rendimiento durante el Apertura 2009, quedando en peligro de descender a Primera B. El Clausura no fue mejor, ya que en 8 fechas el Palestino estaba en el 12.º lugar y había conseguido solo 10 unidades. El 7 de septiembre de 2009 fue reemplazado por su antecesor.
Cobresal
En diciembre de 2009 firma por Cobresal para ser su entrenador durante la temporada 2010. En el Campeonato Nacional del Bicentenario de Primera División 2010 el equipo terminó en la décima posición obteniendo 42 puntos en 34 partidos, con un 35% de rendimiento.
En el Torneo de Apertura 2011 Cobresal finalizó en la decimosexta ubicación en la tabla (de 18 equipos), lejos de clasificar a los playoffs y con el riesgo de descender. En el Clausura del mismo año el equipo mejoró notablemente y finalizó noveno, pero sin lograr clasificar a los playoffs por diferencia de goles. En el Apertura del año siguiente Cobresal tuvo un mal comienzo —solo consiguió tres puntos en cinco partidos— y la salida de Musrri se cerró tras perder por 4-1 ante Unión La Calera en la quinta fecha.
Coquimbo Unido
El 12 de marzo de 2012 se convirtió en el nuevo entrenador de Coquimbo Unido, donde reemplazó a Roberto Mariani con la misión de volver a primera división con el cuadro pirata. En el Torneo de Apertura de Primera B el equipo terminó noveno, y en el Clausura quinto.
Al año siguiente el torneo de Primera B se dividió en Zona Norte y Zona Sur. Coquimbo Unido disputó la Zona Norte y terminó primero, aunque el gran primer semestre que tuvo se vio parcialmente opacado por la goleada recibida en los cuartos de final de la Copa Chile por 7-1 ante la Universidad Católica de Martín Lasarte. En el playoff por el ascenso, Coquimbo Unido se enfrentó a la Universidad de Concepción, que había finalizado segundo en la Zona Sur: en el partido de ida el quipo de Musrri fue derrotado por 3-1 y en la vuelta consiguió solo un empate 1-1, sepultado así las esperanzas de ascender.
Tras un entrenamiento en agosto de 2013, Musrri fue increpado por cinco hinchas, que lo amenazaron con un cuchillo y le exigieron su renuncia; un mes más tarde, el técnico renunciaba.
San Antonio Unido
En junio de 2014, Musrri es presentado oficialmente como nuevo director técnico de San Antonio Unido. El conjunto lila —que disputaba la Segunda División Profesional con el objetivo de obtener el único cupo de ascenso a Primera B— realizó una campaña extraordinaria: fue el equipo que más estuvo en el primer lugar durante el torneo y a falta de una fecha lideraba con 68 puntos seguido de Deportes Puerto Montt, con dos puntos menos. En la última fecha, que jugaba contra Puerto Montt de visita, le bastaba empatar para lograr el ascenso, pero en un duro partido cayó por 4-0 y no pudo obtener el ascenso. Su rendimiento en la campaña 2014-15 fue del 71%. 
Deportes La Serena
Tras conversar con dirigentes de varios clubes de Primera B y del extranjero, Musrri llegó en junio de 2015 a Deportes La Serena, club que tiene una rivalidad con Coquimbo Unido, que también dirigió. Aunque La Serena no tenía grandes ambiciones y se conformaba con mantener su posición, el equipo sorprendió a todos con una excelente campaña que lo dejó en cuarto lugar; entre sus triunfos estuvo el clásico ante Coquimbo. Con 25 puntos en 15 partidos, se clasificó a los playoffs para el ascenso, en los que le tocó jugar las semifinales contra Deportes Temuco, equipo que había terminado primero en la tabla. En contra de todos los pronósticos, La Serena goleó por 4 a 1 a Temuco en el Estadio La Portada en la ida, y pese a caer en la vuelta por 3-1 en un emocionante partido jugado en el Estadio Germán Becker de visita, se clasificó a la final, pero cayó frente a Everton por 1-2 en el marcador global.
Universidad de Chile
En septiembre de 2016 terminó su vínculo con La Serena para recalar como ayudante técnico de Víctor Hugo Castañeda en Universidad de Chile, donde cumplió dichas funciones hasta el 13 de diciembre con un total de doce partidos (tres victorias, siete empates y dos derrotas) entre campeonato nacional y Copa Chile. 
A pesar de ser desvinculado de la banca técnica, Musrri continuó ligado a la U desempeñando otras funciones y perfeccionándose como entrenador. El 19 de junio del año siguiente, Musrri se convirtió en el entrenador de la Sub-19 de Universidad de Chile, cargo que desempeña hasta diciembre de 2017, cuando abandonó el club azul.
San Marcos de Arica
En 2018 se va a San Marcos de Arica, para dirigir en la Primera B, donde fue cesado tras una mala campaña.
Deportes Iquique
Después, ese mismo año, pasa a Deportes Iquique para dirigir lo que quedaba de la Primera División 2018, donde se va del club tras finalizar el campeonato.
Independiente de Cauquenes
En 2019 dirigió a Independiente de Cauquenes de la Segunda División de Chile donde queda en el club hasta 2020.
Deportes Iquique
En 2021 nuevamente dirigió a Deportes Iquique, que se encontraba en la Primera B, salvándolos del descenso. Después de salvar a los iquiqueños, no logra llegar acuerdo con la dirigencia de los dragones celestes y por lo tanto se va del club.

## Selección nacional
Por la selección, fue convocado para la Copa Mundial de Fútbol Juvenil de 1987 realizada en Chile, en donde disputó todos los partidos, excepto el último frente a Alemania Federal por una lesión. En ese campeonato Chile se ubicó en cuarto lugar.
Su debut con la selección adulta fue el 9 de abril de 1991 en un partido con la selección mexicana en Veracruz, en donde Chile perdió por 1:0. Participó de las clasificatorias para Francia 1998 y fue nominado para el  Mundial, donde Chile logró llegar a octavos de final; en este torneo Musrri actuó contra Brasil.

### Participaciones en Copas del Mundo
| Mundial                                | Sede    | Resultado        |
| -------------------------------------- | ------- | ---------------- |
| Copa Mundial de Fútbol Juvenil de 1987 | Chile   | Cuarto lugar     |
| Copa Mundial de Fútbol de 1998         | Francia | Octavos de final |

#### Partidos internacionales
La siguiente tabla detalla los encuentros disputados por Musrri en la selección chilena. 
| \| N.º \| Fecha \| Ciudad \| Local \| Resultado \| Visitante \| Competencia \| \| --- \| ------------------------ \| ------------ \| --------- \| --------- \| ---------- \| --------------------------------------- \| \| 1 \| 9 de abril de 1991 \| Veracruz \| México \| 0:1 \| Chile \| Amistoso \| \| 2 \| 31 de marzo de 1993 \| Arica \| Chile \| 2:1 \| Bolivia \| Amistoso \| \| 3 \| 30 de mayo de 1993 \| Santiago \| Chile \| 1:1 \| Colombia \| Amistoso \| \| 4 \| 9 de junio de 1993 \| Quito \| Chile \| 2:1 \| Ecuador \| Amistoso \| \| 5 \| 13 de junio de 1993 \| La Paz \| Bolivia \| 1:3 \| Chile \| Amistoso \| \| 6 \| 25 de mayo de 1995 \| Edmonton \| Canadá \| 1:2 \| Chile \| Copa Canadá \| \| 7 \| 4 de febrero de 1996 \| Cochabamba \| Bolivia \| 1:1 \| Chile \| Amistoso \| \| 8 \| 7 de febrero de 1996 \| Viña del Mar \| Chile \| 2:1 \| México \| Amistoso \| \| 9 \| 14 de febrero de 1996 \| Coquimbo \| Chile \| 4:0 \| Perú \| Amistoso \| \| 10 \| 23 de abril de 1996 \| Antofagasta \| Chile \| 3:0 \| Australia \| Amistoso \| \| 11 \| 2 de junio de 1996 \| Barinas \| Venezuela \| 1:1 \| Chile \| Clasificación para la Copa Mundial 1998 \| \| 12 \| 6 de julio de 1996 \| Santiago \| Chile \| 4:1 \| Ecuador \| Clasificación para la Copa Mundial 1998 \| \| 13 \| 25 de agosto de 1996 \| Liberia \| Chile \| 1:1 \| Costa Rica \| Amistoso \| \| 14 \| 1 de septiembre de 1996 \| Barranquilla \| Colombia \| 4:1 \| Chile \| Clasificación para la Copa Mundial 1998 \| \| 14 \| 9 de octubre de 1996 \| Asunción \| Paraguay \| 2:1 \| Chile \| Clasificación para la Copa Mundial 1998 \| \| 16 \| 12 de enero de 1997 \| Lima \| Perú \| 2:1 \| Chile \| Clasificación para la Copa Mundial 1998 \| \| 17 \| 2 de abril de 1997 \| Brasilia \| Brasil \| 4:0 \| Chile \| Amistoso \| \| 18 \| 29 de abril de 1997 \| Santiago \| Chile \| 6:0 \| Venezuela \| Clasificación para la Copa Mundial 1998 \| \| 19 \| 8 de junio de 1997 \| Quito \| Ecuador \| 1:1 \| Chile \| Clasificación para la Copa Mundial 1998 \| \| 20 \| 5 de julio de 1997 \| Santiago \| Chile \| 4:1 \| Colombia \| Clasificación para la Copa Mundial 1998 \| \| 21 \| 20 de julio de 1997 \| Santiago \| Chile \| 2:1 \| Paraguay \| Clasificación para la Copa Mundial 1998 \| \| 22 \| 20 de agosto de 1997 \| Montevideo \| Uruguay \| 1:0 \| Chile \| Clasificación para la Copa Mundial 1998 \| \| 23 \| 10 de septiembre de 1997 \| Santiago \| Chile \| 1:2 \| Argentina \| Clasificación para la Copa Mundial 1998 \| \| 24 \| 7 de noviembre de 1997 \| Antofagasta \| Chile \| 4:1 \| Guatemala \| Amistoso \| \| 25 \| 16 de noviembre de 1997 \| Santiago \| Chile \| 3:0 \| Bolivia \| Clasificación para la Copa Mundial 1998 \| \| 26 \| 19 de mayo de 1998 \| Mendoza \| Argentina \| 1:0 \| Chile \| Amistoso \| \| 27 \| 31 de mayo de 1998 \| Montélimar \| Chile \| 3:2 \| Túnez \| Amistoso \| \| 28 \| 27 de junio de 1998 \| París \| Brasil \| 4:1 \| Chile \| Copa Mundial de Fútbol de 1998 \| |                          |              |           |           |            |                                         |
| N.º | Fecha                    | Ciudad       | Local     | Resultado | Visitante  | Competencia                             |
| 1 | 9 de abril de 1991       | Veracruz     | México    | 0:1       | Chile      | Amistoso                                |
| 2 | 31 de marzo de 1993      | Arica        | Chile     | 2:1       | Bolivia    | Amistoso                                |
| 3 | 30 de mayo de 1993       | Santiago     | Chile     | 1:1       | Colombia   | Amistoso                                |
| 4 | 9 de junio de 1993       | Quito        | Chile     | 2:1       | Ecuador    | Amistoso                                |
| 5 | 13 de junio de 1993      | La Paz       | Bolivia   | 1:3       | Chile      | Amistoso                                |
| 6 | 25 de mayo de 1995       | Edmonton     | Canadá    | 1:2       | Chile      | Copa Canadá                             |
| 7 | 4 de febrero de 1996     | Cochabamba   | Bolivia   | 1:1       | Chile      | Amistoso                                |
| 8 | 7 de febrero de 1996     | Viña del Mar | Chile     | 2:1       | México     | Amistoso                                |
| 9 | 14 de febrero de 1996    | Coquimbo     | Chile     | 4:0       | Perú       | Amistoso                                |
| 10 | 23 de abril de 1996      | Antofagasta  | Chile     | 3:0       | Australia  | Amistoso                                |
| 11 | 2 de junio de 1996       | Barinas      | Venezuela | 1:1       | Chile      | Clasificación para la Copa Mundial 1998 |
| 12 | 6 de julio de 1996       | Santiago     | Chile     | 4:1       | Ecuador    | Clasificación para la Copa Mundial 1998 |
| 13 | 25 de agosto de 1996     | Liberia      | Chile     | 1:1       | Costa Rica | Amistoso                                |
| 14 | 1 de septiembre de 1996  | Barranquilla | Colombia  | 4:1       | Chile      | Clasificación para la Copa Mundial 1998 |
| 14 | 9 de octubre de 1996     | Asunción     | Paraguay  | 2:1       | Chile      | Clasificación para la Copa Mundial 1998 |
| 16 | 12 de enero de 1997      | Lima         | Perú      | 2:1       | Chile      | Clasificación para la Copa Mundial 1998 |
| 17 | 2 de abril de 1997       | Brasilia     | Brasil    | 4:0       | Chile      | Amistoso                                |
| 18 | 29 de abril de 1997      | Santiago     | Chile     | 6:0       | Venezuela  | Clasificación para la Copa Mundial 1998 |
| 19 | 8 de junio de 1997       | Quito        | Ecuador   | 1:1       | Chile      | Clasificación para la Copa Mundial 1998 |
| 20 | 5 de julio de 1997       | Santiago     | Chile     | 4:1       | Colombia   | Clasificación para la Copa Mundial 1998 |
| 21 | 20 de julio de 1997      | Santiago     | Chile     | 2:1       | Paraguay   | Clasificación para la Copa Mundial 1998 |
| 22 | 20 de agosto de 1997     | Montevideo   | Uruguay   | 1:0       | Chile      | Clasificación para la Copa Mundial 1998 |
| 23 | 10 de septiembre de 1997 | Santiago     | Chile     | 1:2       | Argentina  | Clasificación para la Copa Mundial 1998 |
| 24 | 7 de noviembre de 1997   | Antofagasta  | Chile     | 4:1       | Guatemala  | Amistoso                                |
| 25 | 16 de noviembre de 1997  | Santiago     | Chile     | 3:0       | Bolivia    | Clasificación para la Copa Mundial 1998 |
| 26 | 19 de mayo de 1998       | Mendoza      | Argentina | 1:0       | Chile      | Amistoso                                |
| 27 | 31 de mayo de 1998       | Montélimar   | Chile     | 3:2       | Túnez      | Amistoso                                |
| 28 | 27 de junio de 1998      | París        | Brasil    | 4:1       | Chile      | Copa Mundial de Fútbol de 1998          |

## Estadísticas

### Como futbolista
Actualizado a fin de carrera deportiva.
| Club | Div.          | Temporada     | Liga(1) | Liga(1) | Copas nacionales(2) | Copas nacionales(2) | Torneos internacionales(3) | Torneos internacionales(3) | Total | Total |
| Club | Div.          | Temporada     | Part.   | Goles   | Part.               | Goles               | Part.                      | Goles                      | Part. | Goles |
| --- | ------------- | ------------- | ------- | ------- | ------------------- | ------------------- | -------------------------- | -------------------------- | ----- | ----- |
| Universidad de Chile · Chile | 1.ª           | 1986          | 1       | 0       | 1                   | 0                   | -                          | -                          | 2     | 0     |
| Universidad de Chile · Chile | 1.ª           | 1987          | 2       | 0       | -                   | -                   | -                          | -                          | 2     | 0     |
| Universidad de Chile · Chile | 1.ª           | 1988          | 24      | 0       | -                   | -                   | -                          | -                          | 24    | 0     |
| Universidad de Chile · Chile | 2.ª           | 1989          | 9       | 0       | 16                  | 0                   | -                          | -                          | 25    | 0     |
| Universidad de Chile · Chile | 1.ª           | 1990          | 15      | 2       | 9                   | 0                   | -                          | -                          | 25    | 0     |
| Universidad de Chile · Chile | 1.ª           | 1991          | 27      | 1       | 8                   | 0                   | -                          | -                          | 35    | 1     |
| Universidad de Chile · Chile | 1.ª           | 1992          | 32      | 1       | 15                  | 1                   | -                          | -                          | 47    | 2     |
| Universidad de Chile · Chile | 1.ª           | 1993          | 31      | 0       | 17                  | 0                   | -                          | -                          | 48    | 0     |
| Universidad de Chile · Chile | 1.ª           | 1994          | 28      | 1       | 12                  | 0                   | 4                          | 0                          | 44    | 1     |
| Universidad de Chile · Chile | 1.ª           | 1995          | 21      | 1       | 6                   | 0                   | 6                          | 0                          | 33    | 1     |
| Universidad de Chile · Chile | 1.ª           | 1996          | 24      | 0       | 3                   | 0                   | 9                          | 0                          | 36    | 0     |
| Universidad de Chile · Chile | 1.ª           | 1997          | 22      | 2       | -                   | -                   | 2                          | 0                          | 24    | 2     |
| Universidad de Chile · Chile | 1.ª           | 1998          | 25      | 1       | 10                  | 0                   | 5                          | 0                          | 40    | 1     |
| Universidad de Chile · Chile | 1.ª           | 1999          | 36      | 1       | -                   | -                   | 4                          | 0                          | 40    | 1     |
| Universidad de Chile · Chile | 1.ª           | 2000          | 24      | 0       | 2                   | 0                   | 9                          | 0                          | 35    | 0     |
| Universidad de Chile · Chile | 1.ª           | 2002          | 25      | 0       | -                   | -                   | -                          | -                          | 25    | 0     |
| Universidad de Chile · Chile | 1.ª           | 2003          | 24      | 0       | -                   | -                   | -                          | -                          | 24    | 0     |
| Universidad de Chile · Chile | 1.ª           | 2004          | 32      | 0       | -                   | -                   | -                          | -                          | 32    | 0     |
| Universidad de Chile · Chile | Total club    | Total club    | 402     | 10      | 99                  | 1                   | 39                         | 0                          | 540   | 11    |
| Yunnan Hongta F.C. China | 1.ª           | 2001          | 27      | 0       | -                   | -                   | -                          | -                          | 27    | 0     |
| Yunnan Hongta F.C. China | Total club    | Total club    | 27      | 0       | 0                   | 0                   | 0                          | 0                          | 27    | 0     |
| Total carrera | Total carrera | Total carrera | 429     | 10      | 99                  | 1                   | 39                         | 0                          | 567   | 11    |
| (1) Incluye datos de las instancias definitorias contempladas en las bases de cada competición. (2) Incluye datos de la Copa Chile. (3) Incluye datos de la Copa Libertadores de América, Copa Conmebol y Copa Mercosur. |               |               |         |         |                     |                     |                            |                            |       |       |

### Como entrenador
- Datos actualizados al último partido dirigido el 15 de junio de 2025.

| Club                       | País  | Año       | PJ  | PG  | PE  | PP  | Efectividad |
| -------------------------- | ----- | --------- | --- | --- | --- | --- | ----------- |
| Deportes Melipilla         | Chile | 2006-2007 | 56  | 25  | 16  | 15  | 54.16%      |
| Palestino                  | Chile | 2007-2009 | 90  | 32  | 21  | 37  | 43.34%      |
| Cobresal                   | Chile | 2010-2012 | 83  | 29  | 15  | 39  | 40.96%      |
| Coquimbo Unido             | Chile | 2012-2013 | 69  | 29  | 16  | 24  | 49.76%      |
| San Antonio Unido          | Chile | 2014-2015 | 32  | 21  | 5   | 6   | 70.84%      |
| Deportes La Serena         | Chile | 2015-2016 | 48  | 15  | 12  | 21  | 39.58%      |
| San Marcos de Arica        | Chile | 2018      | 23  | 6   | 5   | 12  | 33.34%      |
| Deportes Iquique           | Chile | 2018      | 5   | 1   | 2   | 2   | 33.33%      |
| Independiente de Cauquenes | Chile | 2019-2020 | 5   | 1   | 2   | 2   | 33.33%      |
| Deportes Iquique           | Chile | 2021      | 19  | 7   | 5   | 7   | 45.61%      |
| San Antonio Unido          | Chile | 2022-2023 | 15  | 5   | 5   | 5   | 44.44%      |
| Union Compañias            | Chile | 2025      | 10  | 5   | 2   | 3   | 66.67%      |
| Total                      | Total | Total     | 454 | 172 | 108 | 173 | 46.22%      |

## Palmarés

### Como jugador

#### Campeonatos nacionales
| Título           | Equipo               | País  | Año    |
| ---------------- | -------------------- | ----- | ------ |
| Segunda División | Universidad de Chile | Chile | 1989   |
| Primera División | Universidad de Chile | Chile | 1994   |
| Primera División | Universidad de Chile | Chile | 1995   |
| Copa Chile       | Universidad de Chile | Chile | 1998   |
| Primera División | Universidad de Chile | Chile | 1999   |
| Copa Chile       | Universidad de Chile | Chile | 2000   |
| Primera División | Universidad de Chile | Chile | 2000   |
| Primera División | Universidad de Chile | Chile | 2004-A |

### Como entrenador

#### Campeonatos nacionales
| Título    | Equipo             | País  | Año  |
| --------- | ------------------ | ----- | ---- |
| Primera B | Deportes Melipilla | Chile | 2006 |

### Distinciones individuales
| Distinción                                                                                     | Año  |
| ---------------------------------------------------------------------------------------------- | ---- |
| Mejor Técnico del Campeonato Chileno                                                           | 2008 |
| Incluido dentro de las 50 mejores figuras históricas de Universidad de Chile por AS.com        | 2016 |
| Incluido dentro de los 10 jugadores que han marcado la historia de Universidad de Chile        | 2016 |
| Incluido dentro de los mayores referentes históricos de Universidad de Chile                   | 2017 |
| Incluido en el banco del 11 ideal de todos los tiempos de Universidad de Chile por El Mercurio | 2018 |